# SHIKIBU
「SHIKIBU」（シキブ）は、レキシの1枚目のシングル。2015年11月25日にColourful Records（JVCケンウッド・ビクターエンタテインメント）から発売された。初回完全生産限定盤には風呂敷付き。

## 概要
レキシとしては初めてとなるシングル。紫式部を題材にした理由は「前から考えていたことで。やっぱり歴史の中ではポピュラーな存在だから。サビの部分だけは『レシキ』を作っていた頃にはすでにあったんだけど、曲としては形になっていなくて。実はもう1曲ポップな候補曲があったんだけど、今年はずっとポップな曲を書いてきたからね。ポップ路線じゃない方向にしようかなと思って」。
阿波の踊り子（チャットモンチー）を起用した理由は「ストレートにロックなシンガーより、いい意味で外してくれる感じがほしいと思った。声に特徴がある人がいいなと思った。そこでえっちゃん（橋本絵莉子）が思い浮かんだの」。橋本とは以前挨拶していたが、今回「はじめまして」と言われ、池田は「ああ、向こうの中では印象なかったんだなって」。橋本は「リフみたいなコーラスうたえてとても楽しくて、池ちゃんとも初めましてで、とても最高でした」と以前会ったことを覚えていなかった。

## 収録曲
全作詞・作曲・編曲：池田貴史
1. SHIKIBU feat. 阿波の踊り子 [4:03]
  - NTTドコモ「dヒッツ」CMソング。客演に阿波の踊り子（チャットモンチー）が参加。それぞれのレキシネームは「なるとなでしこ」（橋本絵莉子）、「アッ!古今和歌集」（福岡晃子）[4]。
2. Takeda' 2 feat. ニセレキシ [2:24]
  - 客演にニセレキシ（U-zhaan）が参加。アルバム『レシキ』収録曲である「Takeda'」の別テイク。池田は「いつか作品として世に出したいって思ってて。2テイク目ということもあって、ちょっと飽きちゃってる感じも出ちゃってるから。だってアルパカって言いたいだけだもん。狙ってる時点で"違う"っている空気が溢れちゃってるというか」[3]。
3. キャッツあつめ 〜CATS LIVE SELECTION〜 [16:00]
  - ライブ音源をCD化してほしいという声が多かったため、『狩りから稲作へ』で行うコール＆レスポンスである「キャッツ」の部分だけを集めたライブ音源を収録。池田は「本当はもう飽きてるし、やりたくないのよ。でも森光子さんの『放浪記』のでんぐり返しみたいな感じで、これがないと終われない十八番みたいな感じになりつつあるよね。もはや伝統芸能に近づいてきてるというか。その途中経過が『キャッツあつめ』」[3]。

## 収録アルバム
SHIKIBU feat. 阿波の踊り子
- Vキシ (2016年6月22日)